# 香港網站 (BBS)

香港網站BBS進站畫面

香港網站（英文名稱Hong Kong Internet BBS，簡稱HKiBBS）為香港的電子佈告欄系統，現已停止服務。

## 系統歷史
- 站台成立於1995年10月。當時因受TCL贊助而名為TCLBBS。採用SunSparc伺服器以及Firebird 2系統。
- 1996年由開國站長wai全資擁有，並易名為香港網站HKiBBS。當時系統為Firebird 3.0。
- 1998年因火災致資料盡失，並一度停站數月之久；復站後更新至Firebird 3.1。
- 1999年2月底接受香港《電腦廣場》雜誌訪問並多次在新聞組欄目內報道其討論區內的投票情況。
- 2000年硬碟在加拿大成功修復，取回火災前約4成資料並存放回站上。
- 2002年-2003年因為寄存網站的數據中心出現問題，站台要寄居站長家中。
- 2004年由於Firebird系統在台灣己停止開發，故改用水木清华BBS的SMTH1.2.1系統。並全面提升web介面支援、以及引入Blog服務。
- 2005年5月2日開始香港網站被中国内地屏敝，所有中国內地用戶都不能透過正常途徑連接；之前在中國內地數個BBS站台皆有轉站點，至2006年6月中旬撤銷屏敝。
- 截至2007年站台共有159個常規看板，2009年5月下旬以搬遷伺服器為由停止服務。主因為站長意見不合，會員分黨分派，令和諧討論因老會員激烈回應變得不和諧。

### 站長
- Mr.X,Crazy Angela, Fred,腦魔